# Lancaster (Wisconsin)
Lancaster è una città degli Stati Uniti d'America, situata in Wisconsin, nella Contea di Grant, della quale è anche capoluogo.